# ناحیه فرنکفورت، شهرستان فرانکلین، ایلینوی
ناحیه فرنکفورت (به انگلیسی: Frankfort Township) یک منطقهٔ مسکونی در ایالات متحده آمریکا است که در شهرستان فرانکلین، ایلینوی واقع شده‌است. ناحیه فرنکفورت ۱۱۸ متر بالاتر از سطح دریا واقع شده‌است.